# Bertalan Árpád
Vitéz Bertalan Árpád (Pozsony, 1898. október 20. – Jutas, 1941. április 12.) magyar katona, az első világháború hőse, a Vitézi rend tagja. Ő volt a magyar ejtőernyős fegyvernem egyik megszervezője.

## Életpályája
Miután elvégezte a Budapesti Hadapródiskolát, mint tiszthelyettes harcolt az olasz fronton a bosznia-hercegovinai 3. tábori vadász zászlóaljnál. Elsődleges feladata az volt, hogy váratlan éjszakai rajtaütésekkel és erőszakos felderítéssel állandóan zavarja és nyugtalanítsa az ellenséget, valamint, hogy foglyokat ejtsen. Sikeres vállalkozásai után zászlóssá, később pedig hadnaggyá léptették elő.
19 éves korában még hadnagyként részt vett a Globocak-hegycsúcs elleni támadásban 15 fős rohamcsapatával. Az akció során három olasz állást számolt fel, több száz foglyot ejtett és 6 nehéztarackot zsákmányolt. Haditettéért 1918-ban megkapta a Tiszti Arany Vitézségi Érmet, majd pontosan tíz évvel később, 1928-ban a Katonai Mária Terézia-rend lovagkeresztjét is.
Az első világháború után hivatásos tisztként átlépett a régi hadseregből a nemzeti hadseregbe, s a győri gyalogezred kötelékében teljesített szolgálatot. 1922. augusztus 15-én avatták vitézzé, szeptemberben előléptették főhadnaggyá, 1927. november elsején pedig százados lett.
1935 tavaszán Magyaróvárra helyezték át, ahol május elsején átvette az árkász század parancsnokságát. 1938-ban nekilátott a honvédség egyik elit alakulatának, az ejtőernyős egységnek a megszervezéséhez, amelynek kiképző parancsnoka lett előbb Szombathelyen, majd Pápán. Az alakulat teljes egészében önkéntesekből, elsősorban fiatal sportemberekből állt. Tagjai különleges kiképzést kaptak közelharcból, mesterlövészetből és mindenféle terhelés elviseléséből.
1939 novemberétől már őrnagyként szolgált. A Veszprém-Jutaspuszta repülőtérről 1941. április 12-én a Délvidékre indult bevetésre egy öt gépből álló ejtőernyős zászlóalj élén. A vezérgép közvetlenül a felszállás után megbillent, lezuhant és kigyulladt. A katasztrófában a négyfős személyzet, Bertalan Árpád harccsoport-parancsnok és 17 ejtőernyőse hősi halált halt. A katasztrófát 8 ejtőernyős élte túl, többek között Bakó István, Urbán László, Székely Sándor és Szokolay Tamás. Bertalan Árpádot posztumusz alezredessé léptették elő.

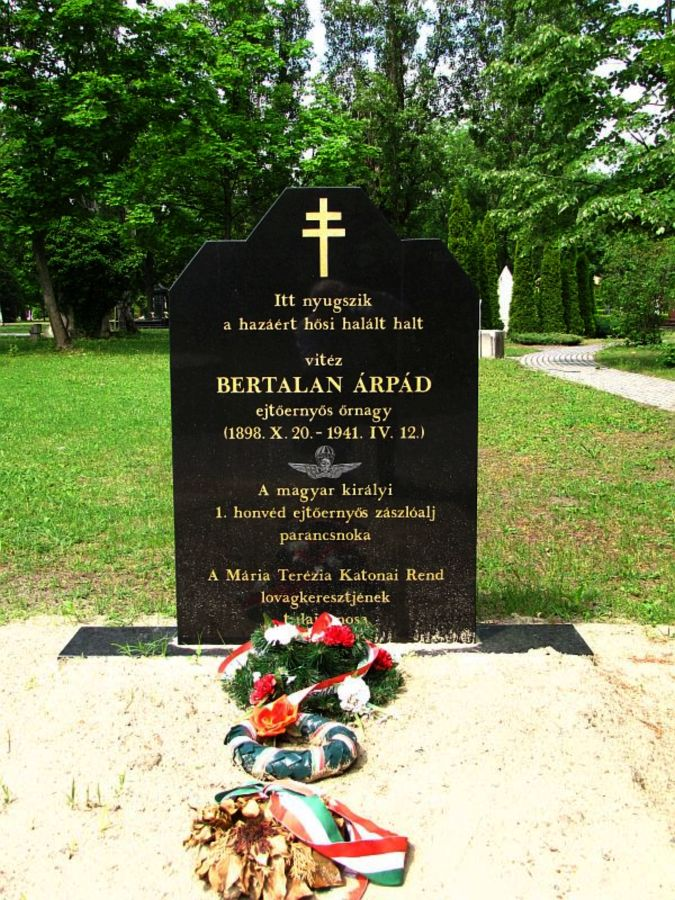
Bertalan Árpád sírja a Fiumei úti sírkertben (52-III-K-2).

## Emlékezete
A Magyar Királyi 1. honvéd ejtőernyős zászlóalj a tragédia után parancsnoka nevét vette fel, így 1941. május 17-től az alakulat megnevezése: Magyar Királyi vitéz Bertalan Árpád 1. honvéd ejtőernyős zászlóalj lett. Sírja előbb a budapesti Farkasréti temetőben volt, majd 2013. április 12-én a Fiumei úti sírkertben katonai hagyományok szerint helyezték végső nyugalomra. Nevét a Magyar Honvédség 2017. szeptember 1-jén létrejött harcoló, harctámogató, harci-kiszolgáló alakulata, az MH 2. vitéz Bertalan Árpád Különleges Rendeltetésű Dandár viseli, amely Szolnokon állomásozik.
Nevét viseli a 2013-ban, a Lókút melletti Papod hegyen átadott kilátó.